# Bakitzjan Sagintajev
Bakitzjan Sagintajev (Kazachs: Бақытжан Сағынтаев) (Oesjaral (Oblast Jambıl), 13 oktober 1963) was van 2016 tot 2019 premier van Kazachstan.

## Carrière
Sagintajev was van 2008 tot 2012 akim van de oblast Pavlodar. In 2012 werd hij minister van Handel. Sedertdien bekleedde hij verschillende ministerposten. In september 2016 werd hij door president Noersoeltan Nazarbajev benoemd tot premier van Kazachstan. In januari 2019 nam de regering ontslag op vraag van president Nazarbajev. Sagintajev werd als premier opgevolgd door Askar Mamin.